# Francesca Halsall
Francesca Halsall (Reino Unido, 12 de abril de 1990) es una nadadora británica especializada en pruebas de estilo libre corta distancia, donde consiguió ser subcampeona mundial en 2009 en los 1000 metros.

## Carrera deportiva
En el Campeonato Mundial de Natación de 2009 celebrado en Roma ganó la plata en los 100 metros estilo libre, con un tiempo de 52.87 segundos, tras la alemana Britta Steffen; cuatro años después, en el Campeonato Mundial de Natación de 2013 celebrado en Barcelona ganó la medalla de bronce en los 50 metros estilo libre, con un tiempo de 24.30 segundos, tras la neerlandesa Ranomi Kromowidjojo (oro con 24.05 segundos) y la australiana Cate Campbell  (plata con 24.14 segundos).